# How Deep Is Your Love (canción de Calvin Harris y Disciples)
«How Deep Is Your Love» es una canción del disc jockey y productor británico Calvin Harris y el trío productor británico Disciples. Cuenta con el acompañamiento vocal sin acreditar de la cantante noruega Ina Wroldsen. Fue lanzada el 17 de julio de 2015, como descarga digital a través de iTunes y alcanzó éxito internacional: entró en el top-ten de las listas de éxitos de 22 países, llegó al número 1 en Australia y a la posición 2 en listas del Reino Unido y Países Bajos.

## Vídeo musical
El vídeo musical fue rodado en Malibú (California) con el protagonismo de la reconocida modelo estadounidense Gigi Hadid.

## Lista de canciones
| Descarga digital — sencillo |                                                                                    |          |  |
| N.º                         | Título                                                                             | Duración |  |
| 1.                          | «Calvin Harris + Disciples - How Deep Is Your Love»                                | 3:32     |  |
| 2.                          | «Calvin Harris + Disciples - How Deep Is Your Love (Extended Mix)»                 | 5:54     |  |
| 3.                          | «Calvin Harris + Disciples - How Deep Is Your Love (Calvin Harris & R3hab Remix)»  | 4:16     |  |
| 4.                          | «Calvin Harris + Disciples - How Deep Is Your Love (Chris Lake Remix)»             | 5:06     |  |
| 5.                          | «Calvin Harris + Disciples - How Deep Is Your Love (Disciples & Unorthodox Remix)» | 6:05     |  |

## Posicionamiento en listas

### Semanales
| Alemania        | Official German Charts  | 4  |
| Australia       | ARIA Singles Chart      | 1  |
| Austria         | Ö3 Austria Top 40       | 5  |
| Bélgica (Fla)   | Ultratop                | 25 |
| Bélgica (Val)   | Ultratop                | 30 |
| Brasil          | Hot 100 Airplay         | 69 |
| Bulgaria        | IFPI                    | 1  |
| Canadá          | Canadian Hot 100        | 16 |
| Dinamarca       | Hitlisten               | 5  |
| Escocia         | Scottish Singles Chart  | 2  |
| Eslovaquia      | Singles Digital Top 100 | 4  |
| España          | PROMUSICAE              | 3  |
| España          | Los 40 Principales      | 2  |
| Estados Unidos  | Billboard Hot 100       | 27 |
| Estados Unidos  | Dance/Electronic Songs  | 2  |
| Estados Unidos  | Dance Club Songs        | 2  |
| Estados Unidos  | Pop Songs               | 16 |
| Estados Unidos  | Rhythmic Songs          | 30 |
| Finlandia       | Suomen virallinen lista | 4  |
| Francia         | SNEP                    | 2  |
| Grecia          | Greece Digital Songs    | 1  |
| Hungría         | Single Top 40           | 3  |
| Irlanda         | IRMA                    | 2  |
| Italia          | FIMI                    | 10 |
| Líbano          | Lebanese Top 20         | 1  |
| México          | Mexico Airplay          | 1  |
| Noruega         | VG-lista                | 9  |
| Nueva Zelanda   | NZ Top 40 Singles Chart | 2  |
| Países Bajos    | Dutch Top 40            | 2  |
| Polonia         | Polish Airplay Top 100  | 4  |
| Reino Unido     | UK Singles Chart        | 2  |
| República Checa | Singles Digitál Top 100 | 3  |
| Rusia           | Tophit                  | 1  |
| Sudáfrica       | EMA                     | 4  |
| Suecia          | Sverigetopplistan       | 6  |
| Suiza           | Schweizer Hitparade     | 4  |

## Certificaciones
| País           | Organismo certificador | Certificación    | Ventas    | Ref.   |
| -------------- | ---------------------- | ---------------- | --------- | ------ |
| Alemania       | BVMI                   | Platino          | 400,000   | [ 37 ] |
| Australia      | ARIA                   | 4× Platino       | 280,000   | [ 38 ] |
| Austria        | IFPI — Austria         | Oro              | 15,000    | [ 39 ] |
| Bélgica        | BEA                    | Platino          | 20,000    | [ 40 ] |
| Canadá         | Music Canada           | Platino          | 80 000    | [ 41 ] |
| Dinamarca      | IFPI — Dinamarca       | Platino          | 30,000    | [ 42 ] |
| España         | PROMUSICAE             | 2× Platino       | 80,000    | [ 43 ] |
| Estados Unidos | RIAA                   | 2× Platino       | 2,000,000 | [ 44 ] |
| Italia         | FIMI                   | 3× Platino       | 150,000   | [ 45 ] |
| México         | AMPROFON               | 4× Platino + Oro | 270,000   | [ 46 ] |
| Nueva Zelanda  | RMNZ                   | 2× Platino       | 60,000    | [ 47 ] |
| Polonia        | ZPAV                   | 3× Diamante      | 300,000   | [ 48 ] |
| Suecia         | IFPI — Suecia          | Platino          | 40,000    | [ 49 ] |
| Suiza          | IFPI — Suiza           | 2× Platino       | 60,000    | [ 50 ] |
| Reino Unido    | BPI                    | Platino          | 600,000   | [ 51 ] |